# 一斗まる
一斗まる（いっとまる）は、日本のイラストレーター兼、作家。
著書である小説千本桜は発売初週オリコン文芸部門1位を獲得。
後にコミカライズ千本桜 -大正百年帝都桜京や歌舞伎今昔饗宴千本桜、ミュージカル音樂劇千本桜など、他のジャンルへと派生した。

## 作品リスト

### 小説
- 文庫版 小説 千本桜
  1. 壱巻（2018年 1月、角川ビーンズ文庫、KADOKAWA）ISBN 4041062829
  2. 弐巻（2018年 4月、角川ビーンズ文庫、KADOKAWA）ISBN 4041062837
  3. 参巻（2018年 8月、角川ビーンズ文庫、KADOKAWA）ISBN 4049110016
  4. 四巻（2018年 9月、角川ビーンズ文庫、KADOKAWA）ISBN 4049110024
  5. 伍巻（2019年 1月、角川ビーンズ文庫、KADOKAWA）ISBN 4049110040
  6. 六巻（2019年 4月、角川ビーンズ文庫、KADOKAWA）ISBN 4049110032
- 小説 千本桜
  1. 壱巻（2013年 3月、アスキー・メディアワークス、KADOKAWA）ISBN 4048912194
  2. 弐巻（2013年10月、アスキー・メディアワークス、KADOKAWA）ISBN 4048918788
  3. 参巻（2015年 3月、アスキー・メディアワークス、KADOKAWA）ISBN 4048664484
  4. 四巻（2015年 9月、アスキー・メディアワークス、KADOKAWA）ISBN 4048653741
  5. 伍巻（2016年 7月、アスキー・メディアワークス、KADOKAWA）ISBN 4048658603

### イベント
- 歌舞伎　ニコニコ超会議2016 『今昔饗宴千本桜』 2016/4/29 ～ 2016/4/30 (原作小説)
- 歌舞伎　ニコニコ超会議2019 『今昔饗宴千本桜』 2019/4/27 ～ 2019/4/28  (原作小説)
- 歌舞伎　ニコニコネット超会議2020夏 『夏祭版 今昔饗宴千本桜』 2020/8/16  (原作小説)
- 歌舞伎　南座新開場記念 八月南座超歌舞伎 2019/8/2 ～ 2019/8/26 (原作小説)
- 大江戸温泉　「春の大江戸温泉初音ミク祭り　千本桜」2013/4/3 ～ 2013/5/13

### コラボレーション・タイアップ企画
- ファミリーマート　初音ミク・コラボ「春到来！ファミリーマートはミク満開☆」　2013/3/5 (KAITO 店頭垂れ幕イラスト)
- カラオケの鉄人　千本桜祭 2012/12/1 ～ 2013/1/31
- 上田城千本桜まつり　2013/4/5 ～ 2013/4/21 (ポスター、パンフレット等イラスト)
- 太鼓の達人　千本桜 (イラスト)
- #コンパス　コクリコット ブランシュ用衣装コラボ ギルティギア 2020/9/28
- #コンパス　コクリコット ブランシュ用衣装コラボ シュタインズゲート 2020/9/28

### ゲーム
- クレプシドラ 〜光と影の十字架〜 WIN (原案・原作、キャラクターデザイン、原画)
- くるくるカメレオン PSP / DS　(キャラクターデザイン、原画)
- Fate/Grand Order iOS / Android (デザイン協力)
- ＃コンパス 戦闘摂理解析システム iOS / Android - コクリコット・ブランシュ　(キャラクターデザイン、イラスト)

- Project DIVA Arcade (SEGA) KAITO 零ノ桜・蒼雪/零ノ桜・白雪/ローザ・ブルー/ローザ・ルーノ (衣装デザイン)

- 陸上防衛隊まおちゃん PS (原画)
- Remember11 PS2 (原画)
- この晴れた空の下で PS2 (原画)

### 漫画
- 招福招来招猫（Livedoor デイリー4コマ・まんがライフMOMO（竹書房））

- 千本桜 第01巻 電撃コミックスNEXT (原案) ISBN 4048657690
- 千本桜 第02巻 電撃コミックスNEXT (原案) ISBN 4048922467
- 千本桜 大正百年帝都桜京 第01巻 ヤングガンガンコミックス (原案) ISBN 4757554869
- 千本桜 大正百年帝都桜京 第02巻 ヤングガンガンコミックス  (原案) ISBN  4757555342
- 千本桜コミックアンソロジー 電撃コミックスNEXT (原案、表紙イラスト) ISBN 4048657704

### 書籍
- 「MIKU-Pack music & artworks feat.初音ミク 03」アスキー・メディアワークス 2013/9/17 (表紙イラスト)
- 「ボカロPlus vol.3」徳間書店 2012/2/27 (表紙イラスト)

### ソフトウェア
- VOICEROID 月読アイ (キャラクターデザイン)
- VOICEROID 月読ショウタ  (キャラクターデザイン)
- CrazyTalk v5.1 PRO  (キャラクターデザイン)
- CrazyTalk v6 (キャラクターデザイン)
- Motion Decompiler (キャラクターデザイン)
- iClone3 (キャラクターデザイン)

### DVD
- 音楽劇 千本桜 (原作小説)

### CD
- クレプシドラ -Vocal CD-
- Death&Angel Miduki's Last Judgment ステージI
- Death&Angel Miduki's Last Judgment ステージII
- 少女標本
- 「月と星の虚構空間」WhiteFlame 2013/1/9 (イラスト)
- 「5th ANNIVERSARY BEST 黒うさP feat.初音ミク」 2013/3/6  (イラスト)
- 「1周年記念アルバム ALL THAT 千本桜! ! 」DmARTS  2012/9/12 (イラスト)

### CD（インディーズ）
- GOTHIKA
- HAMELN
- HAMELN　Limitedver

### MV
- 千本桜 (イラスト)
- カンタレラ (イラスト)
- 撥条少女時計 (イラスト)
- 上弦の月 (イラスト)
- 恋愛フィロソフィア (イラスト)
- リスキーゲーム (イラスト)